# 호두까기

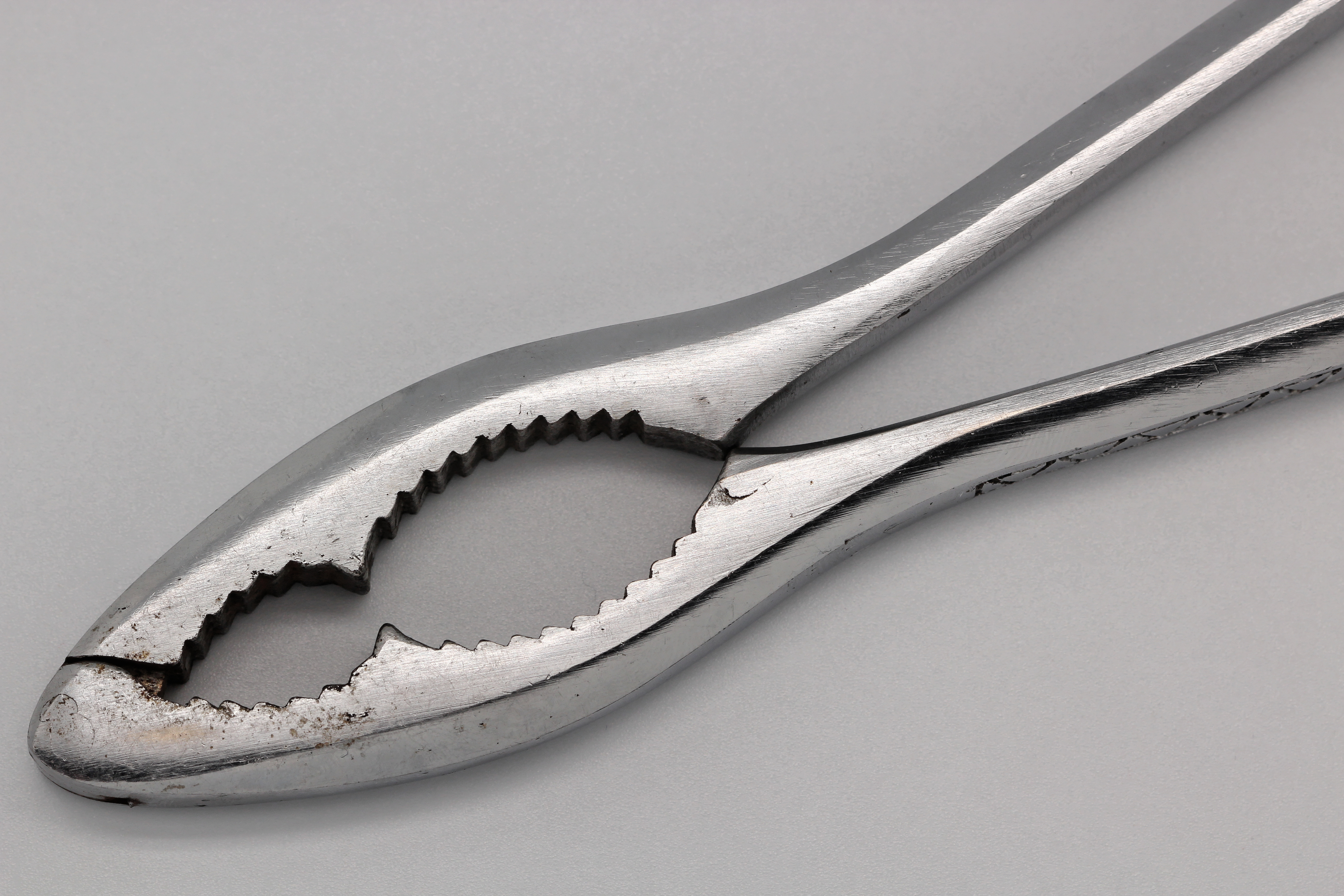
너트크래커

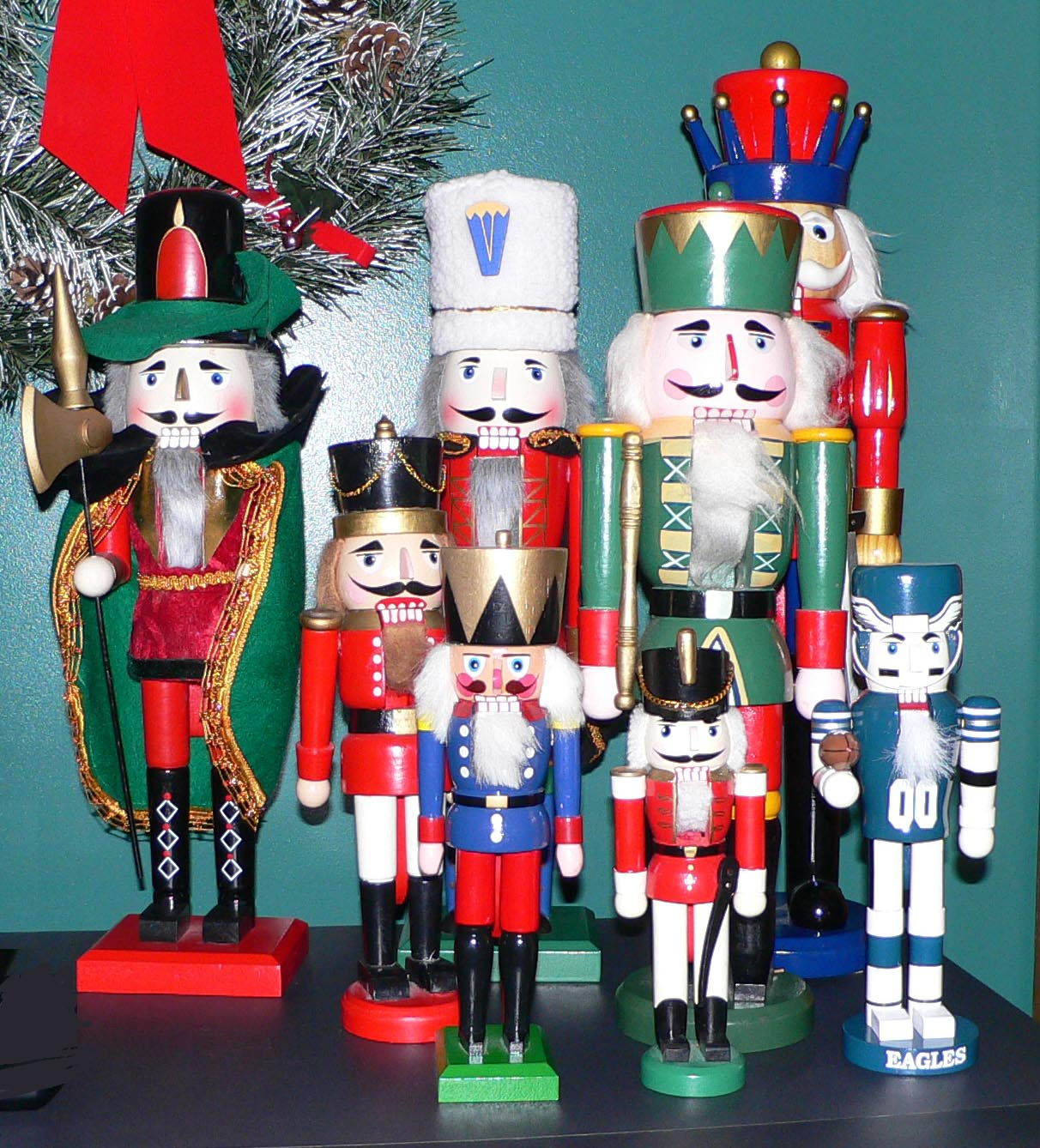
호두까기 인형

호두까기 또는 너트크래커(Nutcracker)는 호두를 까는 도구이다. 인형 모양으로 된 것은 호두까기 인형이라 하며, 독일 작센주 조네베르크와 에르츠산맥 일대에서 생산된 제품이 유명하다.